# Montlaur, Haute-Garonne

Montlaur este o comună în departamentul Haute-Garonne din sudul Franței. În 2009 avea o populație de 1.228 de locuitori.

## Evoluția populației
| An        | 1975 | 1982 | 1990 | 1999 | 2006  | 2009  |
| --------- | ---- | ---- | ---- | ---- | ----- | ----- |
| Populație | 527  | 646  | 807  | 889  | 1.172 | 1.228 |